# Maxinzhuangxiang (ort i Kina, Shanxi Sheng, lat 39,84, long 113,29)
Maxinzhuangxiang (kinesiska: 马辛庄乡) är en ort i Kina. Den ligger i provinsen Shanxi, i den norra delen av landet, omkring 230 kilometer norr om provinshuvudstaden Taiyuan. Antalet invånare är 5 141. Befolkningen består av 2 460 kvinnor och 2 681 män. Barn under 15 år utgör 16,0 %, vuxna 15-64 år 68 %, och äldre över 65 år 15,0 %.
Runt Maxinzhuangxiang är det ganska tätbefolkat, med 172 invånare per kvadratkilometer. Närmaste större samhälle är Haibeitou, 10,1 km väster om Maxinzhuangxiang. Trakten runt Maxinzhuangxiang består i huvudsak av gräsmarker.
Genomsnittlig årsnederbörd är 695 millimeter. Den regnigaste månaden är juli, med i genomsnitt 172 mm nederbörd, och den torraste är januari, med 4 mm nederbörd.